# Гліб Всеславич
Глі́б Всесла́вич (середина XI століття — 13 вересня 1119) — князь мінський (1101—1119) та ізяславський (1114—1116) з династії Рюриковичів, гілки Ізяславичів Полоцьких.
Син полоцького князя Всеслава Брячиславича, онук Брячислава Ізяславича та правнук Ізяслава Володимировича.
Гліб вважається третім сином Всеслава. З 1101 року він займав третій по старшинству престол у Полоцькому князівстві — землі у Мінську.
Князь був одружений з Анастасією — донькою Короля Русі, Турівського і Волинського князя Ярополка Ізяславича. Друцьке князівство кілька років було його володінням.
Гліб Всеславич намагався проводити свою політику незалежно від Києва і Полоцька. Він володів значним майном, про що свідчать пожертвування Києво-Печерському монастирю — 600 гривень срібла і 50 гривень золота особисто, і 100 гривень срібла і 50 гривень золота від його дружини після смерті князя.
У 1116 році Гліб взяв Слуцьк та пограбував його. У відповідь Володимир Мономах пішов на Мінське князівство, спустошив Друцьк і Оршу та обложив Мінськ. Проте після переговорів відступив від міста, залишивши Глібу його волость.
Незважаючи на це у 1119 році Гліб Всеславич розпочав нову війну. Цього разу Мстислав Володимирович розгромив його, взяв в полон та відправив у Київ.
Помер Гліб Всеславич 13 вересня 1119 року у київській в'язниці. Був похований у Києво-Печерській лаврі разом з дружиною в головах святого Феодосія.

## Сім'я
Батько: Всеслав Брячиславич
Дружина: князівна Анастасія Ярополківна, померла 3 січня 1158 через 40 років після чоловіка, була похована в Києво-Печерській лаврі.
Діти:
- Ростислав (?—1165) — князь Мінський 1146—1165, князь Полоцький (1151—1159).
- Володар (?—1167) — князь Городецький (1146—1167), князь Мінський (1151—1159, 1165—1167), князь Полоцький (1167).
- Всеволод (?—1159/1162) — князь Ізяславський (1151—1159), князь Стрижевський (1159—1162).
- Ізяслав (?—1134).